# Izrek o simetrali kota
Izrèk o simetráli kóta v ravninski geometriji povezuje dolžine nasprotnih stranic kotov z dolžinami drugih dveh stranic trikotnika: kotna simetrala trikotnika deli njegovo nasprotno stranico na dela, ki sta sorazmerna z drugima dvema stranicama.
V trikotniku ABC naj simetrala notranjega kota A seka stranico a (BC) v točki D. Po izreku je razmerje dolžin daljic BD in DC enako razmerju dolžin stranic c (AB) in b (AC):
{\displaystyle {\frac {|BD|}{|DC|}}={\frac {|AB|}{|AC|}}\!\,.}
Izrek velja tudi za simetrale zunanjih kotov.

## Posplošitev
V splošnem velja tudi, da če je D poljubna točka na stranici a (BC), potem:
{\displaystyle {\frac {|BD|}{|DC|}}={\frac {|AB|\sin \angle DAB}{|AC|\sin \angle DAC}}\!\,.}
Če je AD simetrala kota BAC, je:
{\displaystyle \sin \angle DAB=\sin \angle DAC\!\,,}
kar da prejšnjo neposplošeno obliko izreka.
Splošna oblika izreka velja tudi, če točka D leži kjerkoli na nosilki stranice a (BC) tudi zunaj trikotnika, kjer moramo upoštevati edino pravilno smer daljic (vektorji) in kotov.

## Harmonična četverka točk
Simetrala notranjega kota s točko D in simetrala zunanjega kota s točko E razdeli stranico BC (a) tako, da tvorijo harmonično četverko točk, in velja:
{\displaystyle {\frac {|BD|}{|DC|}}={\frac {|EB|}{|EC|}}={\frac {|AB|}{|AC|}}={\frac {c}{b}}=\lambda \!\,.}
Množica vseh točk, za katere je razmerje njihovih razdalj od dveh stalnih točk - v tem primeru krajišč stranice a (B in C) - konstantno (enako {\displaystyle \lambda }):
{\displaystyle |MB|=\lambda |MC|\!\,,}
je Apolonijev krog. Izjemen je primer za {\displaystyle \lambda =1}, ko točke ležijo na simetrali daljice BC, in je točka D razpolovišče BC, ustrezna točka E pa ne obstaja. Razmerje razdalj označujejo s k ali pa npr. z obratno vrednostjo {\displaystyle \lambda }, {\displaystyle 1/\mu }.